# ولسوالی تیشکان
تیشکان یکی از ولسوالی‌های ولایت بدخشان در خاور افغانستان است. این ولسوالی بطرف جنوب غرب شهر فیض آباد مرکز ولایت به فاصله ۵۹ کیلومتری موقعیت دارد و متصل است از طرف شمال با ولسوالی درایم و رستاق ولایت تخار، جنوب ولسوالی تگاب، شرق ولسوالی درایم و غرب ولسوالی کشم وتگاب. این ولسوالی در سال ۱۳۷۴ خورشیدی از ولسوالی کشم جدا گردید. جمعیت این ناحیه نزدیک به ۲۵۴۰۰ و مساحت آن ۸۵۰ کیلومترمربع برآورد شده‌است که در ۶۱ قریه زنده گی می‌نمایند و مرکز آن شهرک دشت ذنبور می‌باشد.
باشندگان این شهرستان را تاجیکان تشکیل می‌دهند و تعدادی هم از هزاره‌های سنی بودباش دارند و به زبان فارسی دری حرف می‌زنند. مردم این شهرستان مسلمان سنی هستند اکثراً باشنده گان این مرزبوم زراعت پیشه، دام پرور و باغ دار ب. ده پیداوار زراعت شان گندم، جو، جواری، لوبیا، کچالو و پیاز میوجات شان توت، جارمغز، سیب، زردآلو، آلوبالو، گلاس، شفت آلو و بادام بوده و پیداوار کوهی آن پسته، بادام تلخ و زیره می‌باشد که توت آن شهرت زیادی دارد.

## قریه جات (دهستانها)
۱- غیلاوک ۲- مظفری ۳- ایشانا ۴- پسته خور ۵- جناز دره ۶- سیدای شرقی ۷- سیدای غربی ۸- نوآباد سنگ کلان ۹- سنگ کلان ۱۰- دره قاق ۱۱- نوآباد دره قاق ۱۲- توتک ۱۳- نوآباد توتک۱۴- سرپیشانی ۱۵- سفید ریگ ۱۶- چقه خواجه ۱۷- باغ آرام ۱۸- دشت ذنبور ۱۹- خواجه افغانی ۲۰- بازار تیشکان ۲۱- نوآباد بازار تیشکان ۲۲- بازارتیشکان غربی۲۳- خانه قاه ۲۴- گزدره ۲۵- زغام دره ۲۶- قیرمیشی ۲۷- ارغنده کان ۲۸- فیضانی ۲۹- ایشانای فیضانی ۳۰- آب شیراحمد ۳۱- توغک ۳۲- سری تل ۳۳- شهرک ده سیدان ۳۴- مغزار ۳۵- نوآباد مغزار۳۶- ملگانی۳۷- شاه توت ۳۸- ده میری ۳۹- سوسکان ۴۰- دود گاه ۴۱- دهن آب دهستان ۴۲- پرانی ۴۳- دهستان ۴۴- بالا تیشکان ۴۵- کشو ۴۶- غیرت آباد ۴۷-یارساز ۴۸- غوری سنگ ۴۹- ایلمیچ ۵۰- آسیا ۵۱- وجیب ۵۲- یاول بالا ۵۳- یاول پایان ۵۴- دشت یغه ۵۵- دره یاول ۵۶- نوآباد یاول ۵۷- ده ارغنده کان ۵۸- بید دره ۵۹- صبو۶۰- یافتو ۶۱- دره کول